# John Shelton Curtiss
John Shelton Curtiss (ur. 15 lipca 1899, zm. 27 grudnia 1983) – amerykański historyk.

## Życiorys
Absolwent Uniwersytetu w Princeton i Uniwersytetu Columbia (doktorat - 1934). W 1939 roku został zatrudniony przez prezydenta Franklina D. Roosevelta jako archiwista w jego bibliotece w Hyde Parku. W okresie II wojny światowej pracownik Office of Strategic Services. Od 1945 wykładowca Duke University. W latach 1946–1948 pracownik Russian Institute w Columbia University. Zajmował się dziejami Rosji.

## Wybrane publikacje
- Sloops of the Hudson, 1800-1850, in New York History, vol. 14, no. 1, January 1933 p. 61-73, quarterly journal of the New York State Historical Association
- An Appraisal of the "Protocols of Zion", :(New York: Columbia University Press, 1942)
- Russian church and the Soviet state 1917-1950 (1953)
- Russian revolutions of 1917 (1957)
- Essays in Russian and Soviet History, in Honor of Geroid Tanquary Robinson:(New York: Columbia Univ Press, 1963):ISBN 0-231-02521-1 (0-231-02521-1)
- Church and state in Russia (1965)
- Essays in Russian and Soviet history (1965)
- Russian Army under Nicholas I, 1825-1855 (1965)
- Russian church and the Soviet state 1917-1950 (1965)
- Peasant in nineteenth-century Russia, edited by Wayne S. Vucinich, Contributors: John S. Curtiss and others (1968)
- Russia's Crimean War (1979)
- Russian revolutions of 1917 (1982)